# Stefan Cieśliński
Stefan Cieśliński (ur. 28 stycznia 1928 w Płocku, zm. 7 marca 2022 w Warszawie) – geolog, specjalista w zakresie stratygrafii, kartografii geologicznej oraz geologii złożowej.

## Młodość
Ojciec Franciszek– starosta, a następnie pracownik MOB w Ministerstwie Spraw Wewnętrznych w Warszawie. Do szkoły podstawowej uczęszczał w Grójcu. Wojna zastała go na wakacjach w Leszczynach koło Garwolina. Podczas działań wojennych utracono mieszkanie. To spowodowało konieczność pozostania na długi okres na wsi w domu dziadków. Do gimnazjum uczęszczał na tajnych kompletach w Garwolinie, na których uzyskał małą maturę (4 klasy gimnazjum).

## Okupacja – konspiracja
W 1944/45 roku miał przerwę w nauce związaną z działalnością konspiracyjną i aresztowaniem przez Niemców. Dzięki staraniom udaje mu się wydostać z więzienia, lecz musi się ukrywać w Warszawie. W czerwcu 1944 wraca do Garwolina. Szybko przesuwający się front uniemożliwia powrót do Warszawy. Bierze udział w „Akcji Burza” /AK obwód „Gołąb” – Garwolin/. Po jej zakończeniu, 24 września 1945, ujawnia się wraz ze swoim zgrupowaniem. Będąc świadkiem aresztowań ponownie włącza się w dalszą działalność konspiracyjną, tym razem w ramach WINu. Czując się zagrożonym, 9 kwietnia 1947 korzysta z amnestii. Powoduje to późniejsze kłopoty z Urzędem Bezpieczeństwa.

## Wykształcenie
Po zakończeniu działań wojennych rozpoczyna naukę w warszawskim Liceum im. Króla Władysława IV. Po roku zmienia szkołę z typu matematycznego na przyrodniczy. W klasie maturalnej styka się po raz pierwszy z geologią. Maturę zdaje w 1948 w Liceum imienia Adama Mickiewicza. W tym też roku rozpoczyna studia geologiczne na Uniwersytecie Warszawskim. Rok ten był ostatnim prowadzonym według programu przedwojennego, gdy nie obowiązywała dyscyplina studiów. To pozwalało studentom na podejmowanie pracy w okresie trwania nauki.

## Praca w Państwowym Instytucie Geologicznym
Pracę zawodową w Państwowym Instytucie Geologicznym rozpoczyna 10 marca 1949 w Wydziale Surowców Skalnych, gdzie zajmuje się dokumentowaniem złóż piasków, żwirów i glin ogniotrwałych. W 1952 uzyskuje dyplom magisterski z zakresu geologii i paleontologii. Następnie przechodzi do Wydziału Świętokrzyskiego PIG. Zajmuje się tam badaniami geologicznymi w rejonie Przedborza nad Pilicą. Wprowadziły go one w tematykę kredową.
W 1953 zostaje przeniesiony na stanowisko kierownika Sekcji Surowców Fosforytowych. Rozpoczyna prace dokumentacyjne złóż fosforytów, w ramach realizacji Uchwały Rządu. W 1954 przechodzi do Zakładu Podstawowych Badań Geologicznych. W tym też roku zostaje starszym asystentem, a w 1955 adiunktem. W 1958 broni pracę doktorską Alb i cenoman północnego obrzeżenia Gór Świętokrzyskich. W 1961 uczestniczy w pracach geologicznych w zachodniej części pustyni Gobi, w grupie rekonesansowej Polskiej Ekspedycji Geologicznej w Mongolii.
W dniu 1 stycznia 1962 obejmuje kierownictwo Zakładu Stratygrafii i funkcję tę pełni przez 14 lat. W okresie tym rozbudowuje tematykę Zakładu, przystosowując ją do powadzonych przez Instytut szerokich programów badawczych. Zakład Stratygrafii wykonywał ogromne ilości ekspertyz stratygraficznych dla potrzeb prac wiertniczych. W 1963 zostaje powołany na stanowisko Samodzielnego Pracownika Naukowo Badawczego, a w 1973 – docenta. W 1965 uzyskuje uprawnienia geologiczne w zakresie dokumentacji złóż, a w parę lat później z zakresu prac kartograficznych.
Bierze udział w szeregu konferencji i zjazdów naukowych, Uczestniczył m.in. w 1968 w Międzynarodowym Kongresie Geologicznym w Pradze Czeskiej, przerwanym przez inwazję wojsk Układu Warszawskiego. W ramach RWPG prowadził tematykę współpracy między krajami członkowskimi w zakresie stratygrafii. Funkcja ta powodowała częste służbowe wyjazdy zagraniczne do krajów socjalistycznych. W 1971 był delegatem Polski na sesję UNESCO w Paryżu, na której powołany został program IGCP.
Pod koniec grudnia 1976 zrezygnował z kierownictwa Zakładem Stratygrafii i rozpoczął pracę na kontraktach zagranicznych. Prace te prowadzone były na obszarach geologicznie mało zbadanych. Pracował w następujących krajach:
- w Norwegii (na Spitsbergenie) – 1978/1979. Był to temat Instytutu Geofizyki PAN. Należał do współorganizatorów Stacji Polarnej w Zatoce Białych Niedźwiedzi. Tematycznie zajmował się ruchami pionowymi rejonu Hornsundu. Zimował w trudnych warunkach nocy polarnej.
- w Mongolii (we wschodniej Mongolii – Zanszire) – 1980/1981. Brał udział w pracach geologiczno-poszukiwawczych rud polimetali, w ramach Międzynarodowej Ekspedycji Geologicznej.
- w Algierii (na Saharze północno-wschodniej) – 1985/1988. Kierował pracami poszukiwawczymi i dokumentacyjnymi złóż fosforytów. Współpracował z nim Tadeusz Wątkowski. Odkryte i udokumentowane złoża należą do największych w świecie.

Po powrocie z Algierii w 1988 rozpoczął prace kartograficzne w ramach Szczegółowej Mapy Geologicznej Polski w skalach 1:50 000 i 1:200 000. W 1992 przeszedł do Zakładu Geologii Czwartorzędu. Tam nadal zajmował się tematyką kartograficzną i zagadnieniami stratygraficznymi kredy lubelskiej. W 1999, po ponad 50 latach nieprzerwanej pracy w Państwowym Instytucie Geologicznym, przeszedł na emeryturę.
W sumie opublikował ponad 150 prac i artykułów (część we współautorstwie). Wchodzą w to opracowania popularnonaukowe, tablice i słowniki stratygraficzne, słowniki ludowych nazw geologicznych, katalogi skamieniałości, opracowania regionalne, monografie paleontologiczne oraz liczne opracowania wierceń. Publikował również prace z zakresu paleogeografii, paleoklimatologii i ochrony środowiska. Przez wiele lat był redaktorem wielotomowej Budowy Geologicznej Polski. W jego dorobku znajduje się również szereg prac z historii geologii oraz pozycje pamiętnikarskie, związane z ekspedycjami geologicznymi, w których brał udział.

## Odznaczenia i wyróżnienia
Był wielokrotnie odznaczany. Uhonorowany został Złotym i Srebrnym Krzyżem Zasługi oraz Krzyżem Kawalerskim Orderu Odrodzenia Polski. Posiada też Odznakę Grunwaldzką, Medal Zwycięstwa i Wolności 1945, Srebrną Odznakę Zasłużony dla Warszawy, Złotą Odznakę Zasłużony dla polskiej geologii, Odznakę Instytutu Geologicznego, Złotą Odznakę Państwowego Instytutu Geologicznego, mongolską odznakę Zasłużony dla Gobi Ałtaju, medale XXX i XL- lecia oraz szereg dyplomów i nagród. Do najważniejszych z nich należy Nagroda I Stopnia Ministra Ochrony Środowiska za wybitne osiągnięcia twórcze. Posiada również stopień dyrektora górniczego I stopnia, z prawem noszenia honorowego kordzika do munduru.

## Emerytura
Po przejściu na emeryturę zaczął zajmować się historią, publikując artykuły historyczne, m.in. oparte na geologii Pra–pradzieje ziemi Janowskiej, czy o XIII- wiecznych najazdach mongolsko-tatarskich na południową Lubelszczyznę. Wydał również szereg opracowań związanych z Powstaniem Styczniowym. Zorganizował wystawę pod tytułem Batorz w mrokach geologicznej historii. Działa w Stowarzyszeniu Miłośników Dawnej Broni i Barwy.
Członek Stowarzyszenia Emerytowanych Pracowników Państwowego Instytutu Geologicznego. W ramach tego Stowarzyszenia opublikował wspomnienia z pracy organizacyjno-badawczej na Spitsbergenie (W lodach dalekiej północy, 2010) oraz z poszukiwań złóż fosforytów w Algierii (Sahara moich wspomnień, 2013).

## Wybrane publikacje
- Cieśliński S., 1956, Stratygrafia i tektonika kredy między Dobromierzem i Józefowem a Przedborzem nad Pilicą. Biuletyn IG. 11.
- Cieśliński S., 1959, Alb i cenoman północnego obrzeżenia Gór Świętokrzyskich. Prace IG, T. XXVIII.
- Cieśliński S., 1959, Sprawa podziału stratygraficznego górnej kredy w Polsce. Przegl. Geol., nr 5.
- Cieśliński S., 1959, Początki transgresji górno kredowej w Polsce. Kwart. Geol., Tom III, z. 4.
- Cieśliński S., 1960, Biostratygrafia i fauna albu Polski. Prace IG, T. XXX, Cz. II. (Czterdzieści lat Instytutu Geologicznego).
- Cieśliński S., Trőger K. A., 1964, Epikontynentalna kreda górna Europy Środkowej (alb–koniak w Polsce, Czechosłowacji i Niemczech). Kwart. Geol., z. 4.
- Cieśliński S., 1965, Beitrag zur Kenntnis des Oberkreide Klimas in Polen. Geologische Rundschau, Bd. 54, H. 1.
- Cieśliński S., 1965, Stratygrafia i fauna cenomanu Polski. Biul. IG 192.
- Cieśliński S., 1966, Die Inoceramen der Polnischen Oberkreide und Stratigraphische Bedeutung, Ber. Deutsch. Ges., 11.
- Cieśliński S., Pożaryski W., 1970, Stratygrafia mezozoiku obrzeżenia Gór Świętokrzyskich – kreda. Prace IG, T. LVI.
- Uberna J., Cieśliński S., Błaszkiewicz A. (i inni), 1971, Kredowe osady fosforytonośne i fosforyty w Polsce. Biul. IG 246.
- Cieśliński S., 1976, Rozwój bruzdy duńsko-polskiej na obszarze świętokrzyskim w albie, cenomanie i dolnym turonie. Biul. IG 295.
- Cieśliński S., Dąbrowska Z., 1978, Budowa podłoża trzeciorzędu rejonu Bełchatowa. Kwart. Geol., t. 22, z. 4.
- Błaszkiewicz A., Cieśliński S., 1979, Prace nad systematyzowaniem stratygrafii górnej kredy Polski. Kwart. Geol., t. 23, z. 3.
- Cieśliński S., 1987, Inoceramy albu i cenomanu Polski i ich znaczenie stratygraficzne (Monografia). Biul. IG 354.
- Buraczyński J., Cieśliński S., Siemiątkowski J., 1998, Piaskowce żelaziste koło Annowa w strefie północnej krawędzi Roztocza Gorajskiego. Przegl. Geol., nr 9.
- Walaszczyk I., Cieśliński S., Sylwestrzak H., 1999, Selected geosites of Cretaceous deposits in central and eastern Poland. Polish Geological Institute Special Papers, vol.2.

Budowa Geologiczna Polski
- Cieśliński S., 1970, Fauna kredowa. W: Katalog Skamieniałości, Budowa Geologiczna Polski, tom II.
- Cieśliński S., 1973, Kreda. W: Budowa Geologiczna Polski – Mezozoik, Tom I, Część 2.
- Cieśliński S., 1984, Inoceramy. W: Budowa Geologiczna Polski, Tom III, Mezozoik – Kreda /Atlas skamieniałości przewodnich i charakterystycznych/.
- Cieśliński S., 2002, Seria wydawnicza Budowa Geologiczna Polski (40 lat Historii). Przegl. Geol., nr 7.

Mapy geologiczne
- Cieśliński S., 1993, Szczegółowa Mapa Geologiczna Polski 1:50 000, ark. Zakrzówek.
- Cieśliński S., 1998, Szczegółowa Mapa Geologiczna Polski 1:50 000, ark. Wysokie.
- Rzechowski J., Cieśliński S., 1998, Mapa Geologiczna Polski 1:200 000 /odkryta/, ark. Chełm i Horodło.
- Rzechowski J., Cieśliński S., Kubica B., 1998, Mapa Geologiczna Polski 1:200 000 /odkryta/, ark. Tomaszów Lubelski i Dołhobyczów.

Materiały zagraniczne
- Cieśliński S., Rutkowski E., 1962, Archeocjaty południowo-wschodniego krańca Kotliny Wielkich Jezior w Mongolii. Przegl Geol., nr 7.
- Cieśliński S., 1984, Czwartorzędowe ruchy pionowe wybrzeży Horsnundu i geneza przystokowych wałów kamienistych. Przegl. Geol., nr 10.
- Jęczmyk M., Cieśliński S., 1986, Heavy minerals spectra from alluvia and ablation cones of the Hornsund area, south Spitsbergen. Studia Geol. Polonica, Vol. LXXXIX.
- Cieśliński S., Wątkowski T., 1991, Poszukiwania złóż fosforytów w rejonie Bir el Ater /północno-wschodnia Sahara Algierska/. Przegl. Geol., nr 9.

Regionalne – historyczne
- Cieśliński S., 1993, Ludowe słownictwo geologiczne Lubelszczyzny. Przegl. Geol., nr 10.
- Cieśliński S., 2001, Batorz w czasie najazdów mongolsko–tatarskich. Gmina Batorz w przeszłości i dzisiaj. Krosno. (Drugie wydanie w 2006).
- Cieśliński S., 2003, Związki Batorza z najazdami tatarskimi i osadnictwem mongolsko-tatarskim na ziemiach Polski i Litwy. Korzenie Janowskie, Nr 1. Janów Lubelski.
- Cieśliński S., 2004, Pra–pradzieje Ziemi Janowskiej( w oparciu o geologię). Korzenie Janowskie, nr 3, Janów Lubelski.
- Cieśliński S., 2005, Huta Krzeszowska i Momoty w Powstaniu Styczniowym. Korzenie Janowskie, nr 5, Janów Lubelski.
- Cieśliński S., 2006, Ziemia Janowska w okresie Powstania Styczniowego 1863 -1864. (działalność zbrojna). Korzenie Janowskie, nr 7, Janów Lubelski.
- Cieśliński S., 2007, Rok 1863. Ostatnia kampania „Lelewela” (według pamiętników i relacji świadków). Korzenie Janowskie, nr 9, Janów Lubelski.

Wspomnienia
- Cieśliński S., 2010, W lodach dalekiej północy. Ekspedycja polarna Spitsbergen-Hornsund 1978-1979, Państwowy Instytut Geologiczny – Państwowy Instytut Badawczy, Seria Wokół geologii, Warszawa.
- Cieśliński S., 2013, Sahara moich wspomnień, Stowarzyszenie Emerytowanych Pracowników Państwowego Instytutu Geologicznego, Seria Wspomnienia Nr 2, Warszawa.